# Чилтон (округ)
Чи́лтон (англ. Chilton County) — округ в США, штате Алабама. Официально образован в 1868 году. По состоянию на 2000 год, численность населения составляла 39 593 человек. Административный центр округа — Клантон. Назван в честь адвоката Уильяма Клэнтона.

## География
По данным Бюро переписи США, общая площадь округа — 1815 км², из которых 1797,4 км² — суша, а 17,6 км² или 0,97% — это водоемы.

### Соседние округа
|               | Бибб  | Шелби |  |  |
|               | север | Куса  |  |  |
| Чилтон        |       | Куса  |  |  |
| юг            |       | Куса  |  |  |
| Перри, Даллас | Отога | Элмор |  |  |

## Демография
По данным переписи населения 2000 года в округе проживало 39 593 жителей, в составе 15 287 хозяйств и 11 342 семей. Плотность населения была 22 чел. на 1 квадратный километр. Насчитывалось 17 651 жилых домов. Расовый состав населения был 86,71% белых, 10,61% чёрных или афроамериканцев, и 0,69% представители двух или более рас. 2,91% населения являлись испаноязычными или латиноамериканцами.
Из 15 287 хозяйств 34,4% воспитывают детей возрастом до 18 лет, 60,1% супружеских пар живущих вместе, 10,5% женщин-одиночек, 25,8% не имели семей. 22,9% от общего количества живут самостоятельно, 10,2% — лица старше 65 лет, живущие в одиночку. В среднем на каждое хозяйство приходилось 2,57 человека, среднестатистический размер семьи составлял 3 человека.
Показатели по возрастным категориям в округе были следующие: 25,7% жители до 18 лет, 9,1% от 18 до 24 лет, 29% от 25 до 44 лет, 23,4% от 45 до 64 лет, и 12,9% старше 65 лет. Средний возраст составлял 36 лет. На каждых 100 женщин приходилось 97,8 мужчины. На каждых 100 женщин в возрасте 18 лет и старше приходилось 93,9 мужчины.